# 북아메리카 연합

세계지도에 위치한 이론적 연합을 보여주는 지도

북아메리카 연합 또는 북미 연합(North American Union, NAU)은 북아메리카에서 가장 크고 인구가 많은 3개 국가인 캐나다, 멕시코, 미국으로 구성된 이론적, 경제적, 정치적 대륙 연합이다. 이 개념은 느슨하게 유럽 연합을 기반으로 하며 때로는 아메로, 즉 북아메리카 달러라는 공통 통화를 포함한다. 북아메리카 대륙의 연합은 때로 중앙아메리카와 남아메리카로 확장되며, 한 세기가 넘도록 학문적 개념의 주제가 되어왔을 뿐만 아니라 공상 과학 소설의 일반적인 비유가 되었다. 개념을 실현하기 어려운 이유 중 하나는 각 지역의 개별 발전이 더 큰 연합을 우선시하지 못했기 때문이다. 수십 년 동안 학계, 기업, 정치계에서 어떤 형태의 노동조합이 논의되거나 제안되어 왔다. 그러나 3국 정부 관리들은 북아메리카 연합을 창설할 계획이 없으며 이를 위한 합의가 제안된 바도 없고 서명된 바도 없다고 말했다. 북아메리카 연합의 결성은 다양한 음모론의 주제가 되어왔다.

## 같이 보기
- 아프리카 연합
- 미국-캐나다 관계
- 유럽 연합
- 북아메리카 통화 동맹
- 아메리카 국가 기구